# Radha Charan Gupta

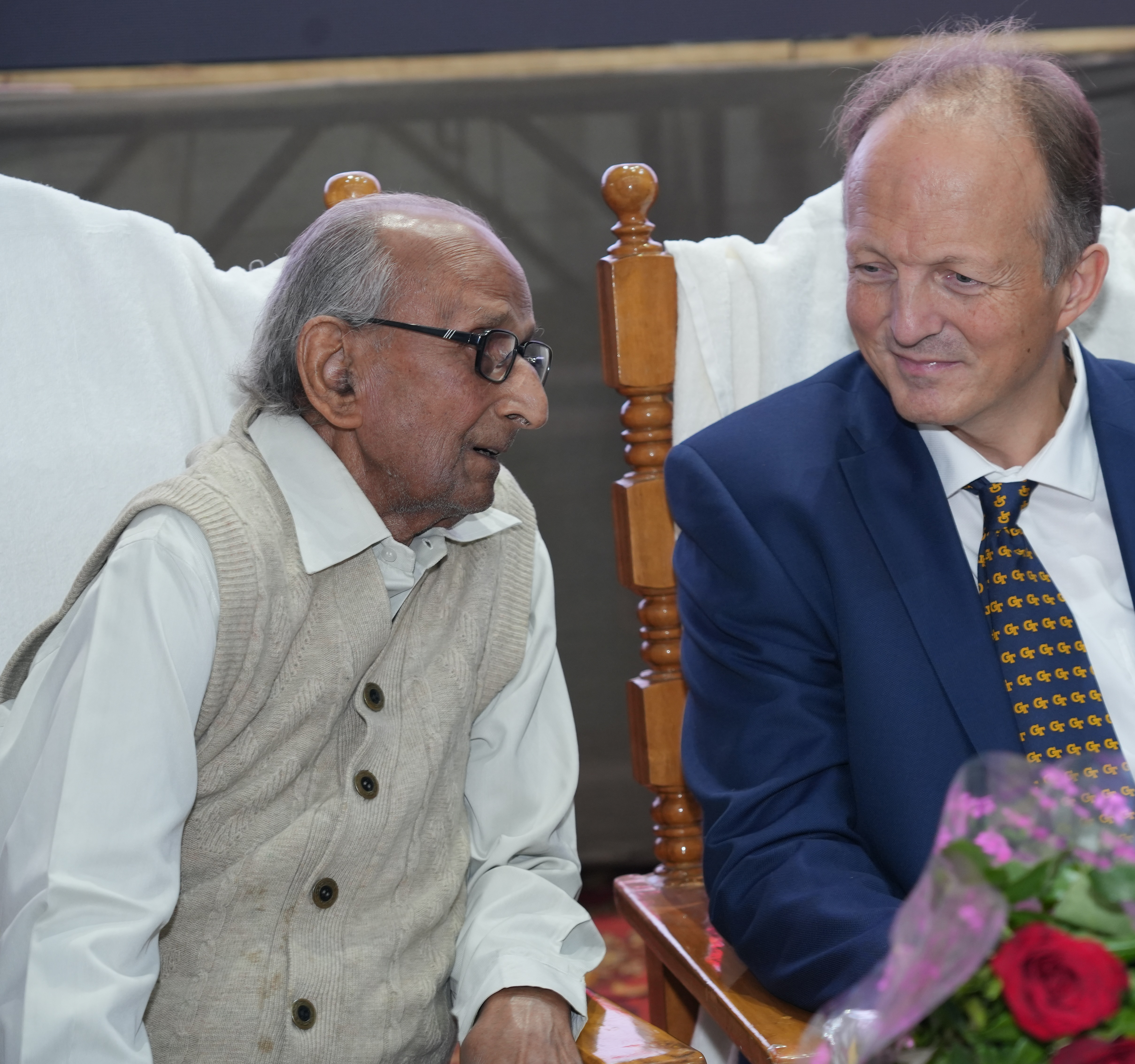
Radha Charan Gupta, links, im Gespräch mit Nico F. Declercq (2023)

Radha Charan Gupta (* 14. August 1935 in Jhansi, Uttar Pradesh; † 5. September 2024 ebenda) war ein indischer Mathematikhistoriker.

## Leben
Gupta studierte an der University of Lucknow in Lucknow, wo er 1955 seinen Bachelor-Abschluss und 1957 seinen Master-Abschluss in Mathematik machte. Danach war er Dozent am Lucknow Christian College und ab 1958 am Birla Institute of Technology in Ranchi. 1982 erhielt er dort eine volle Professur und 1995 emeritierte er.
Gupta befasste sich seit Ende der 1960er Jahre mit Mathematikgeschichte, speziell der Entwicklung der indischen Trigonometrie, zum Beispiel über Parameshvara und seine Näherung der Sinus-Funktion und Govindasvamin und seine Interpolation von Sinus-Tafeln im 8. Jahrhundert. 1971 wurde er bei der Mathematikhistorikerin T. A. Sarasvati Amma an der Ranchi University promoviert.
Gupta befasste sich auch mit der frühen Mathematik der Jaina-Schule (bis ins 6. Jahrhundert).
2009 erhielt er den Kenneth-O.-May-Preis. Ab 1991 war er Mitglied der indischen National Academy of Sciences. Ab 1994 war er Präsident der Gesellschaft der Mathematiklehrer in Indien. 1995 wurde er korrespondierendes Mitglied der International Academy of History of Science. 1979 gründete er die Zeitschrift Ganita Bharati (Indische Mathematik), deren Herausgeber und Kolumnist er war.

## Schriften
- Historiography of Mathematics in India. In: Joseph W. Dauben, Christoph Scriba (Hrsg.): Writing the History of Mathematics, Birkhäuser 2002.

## Anmerkung
1. ↑  R. C. Gupta selbst gab zu Protokoll, dass sein Geburtstag nicht der häufig erwähnte 26. Oktober 1935, sondern der 14. August 1935 sei.